# Малая Шеньга (приток Калисары)
Малая Шеньга — река в России, протекает по Архангельской области. Длина реки составляет 10 км.
Начинается в болотистой местности между озером Калисарец и заброшенным посёлком Шастозерский. Пересекает железную дорогу, течёт через тайгу, сначала на юго-запад, затем — на юго-восток. Устье реки находится в 20 км по правому берегу реки Калисара.

## Данные водного реестра
По данным государственного водного реестра России относится к Двинско-Печорскому бассейновому округу, водохозяйственный участок реки — Северная Двина от впадения реки Вага и до устья, без реки Пинега, речной подбассейн реки — Северная Двина ниже места слияния Вычегды и Малой Северной Двины. Речной бассейн реки — Северная Двина.
Код объекта в государственном водном реестре — 03020300412103000033089.